# アドリアーン・ブラウエル
アドリアーン・ブラウエル （Adriaen Brouwer, 1605年 - 1638年1月）は、フランドルの画家で、17世紀のフランドルとオランダで活動した。

## 経歴
アウデナールデ（現在のベルギーのオースト＝フランデレン州の都市）で、アドリアーン・デ・ブラウエル（Adriaen de Brauwer）の名で生まれたとされる。画家フランス・ハルスの門弟になるためアントウェルペンを経由し、ハールレムへ向かった。同時期のハルスの門弟にはアドリアーン・ファン・オスターデがいた。彼は演劇や詩作の活動をした。1631年までハールレムとアムステルダムに滞在し、スペイン領だった南ネーデルラントのアントウェルペンへ戻った。そこで1631年から翌年まで聖ルカ組合に加入し、劇作協会にも加わった。
ブラウエルはフランドルとオランダの居酒屋で時を過ごしたと言われている。彼の作品はその典型として詳しく描きこまれておりまた小さく、人間の感情を探るための手段として乱痴気騒ぎ、酔っぱらい、愚かさを、五感に基づく痛みと恐怖とに反応することや、それを表に表すことを描いている。『苦い薬』はそのような反応を描いた作品であり、味覚を描いている。彼の作品は非常に好まれ、贋作までもが生前に出回っていたという。ピーテル・パウル・ルーベンスやレンブラント・ファン・レインも、ブラウエルの作品数点を所有していた。それにもかかわらず、ブラウエルは生涯を通して金銭上のトラブルが絶えなかった。
アントウェルペンにて32歳で死去した。はじめ平民墓地に埋葬されたが、組合員の教唆により、1638年2月1日、カルメル会派教会に再度埋葬された。

## 作品
- 『カード遊び』(1630年代) アルテ・ピナコテーク蔵
- 『苦い薬』シュテーデル美術館収蔵
- 『居酒屋の農民の喧嘩』(1630)
- 『床屋医師の手当て』

## 参照
- Konrad Renger: "Brouwer, Adriaen [Adriaan]" Grove Art Online. Oxford University Press, [accessed 17 May, 2007].